# Nogometni klub Lučko
Il N.K. Lučko è una società calcistica del villaggio di Lučko, nel distretto di Nuova Zagabria - Ovest, Croazia. Nella stagione 2018-2019 milita nella Druga HNL, la seconda divisione del calcio croato.
La squadra ha terminato al decimo posto la stagione 2017-2018, conquistando così la permanenza in Druga HNL.

## Storia
Il N.K. Lučko è stato fondato nel 1931 con il nome di N.K. Velebit. Sotto questo nome si esibì fino al 1941. Dal 1946 al 1951 prende il nome da N.K. Stupnik e dal 1951 al 1957 prende il nome da N.K. Sijač. Nel 1957 il N.K. Sijač si fonde con la squadra di calcio della N.K. Tvornice e prende il nome di N.K. Mlinostroj. Nell'assemblea tenutasi il 23 luglio 1960, fu deciso di fare una fusione con il N.K. Ventilatorom.
Dal 24 dicembre 1961, prende il nome da N.K. Lučko. Cambia di nuovo denominazione in Lučko Kompresor ZG (1993-1994) e Lučko Kompresor (1994-1996)
Nella stagione 2010/11, a causa dei problemi con la licenza dell'HNK Gorica Velika Gorica che si era aggiudicato il campionato, viene promosso nella Prva Liga, ma nella stagione successiva retrocede.
Dalla stagione 2011/2012, continua a giocare nella Druga HNL.

## Stadio
Il N.K. Lučko gioca le gare interne nello Stadion Lučko che ha una capienza di 1.430 spettatori (posti tutti a sedere).

## Rose passate
- 2011-2012

### Rosa 2009-2010
| N. |                                 | Ruolo | Calciatore      |
| -- | ------------------------------- | ----- | --------------- |
| 1  | Croazia (bandiera)              | P     | Goran Bašić     |
| 2  | Croazia (bandiera)              | D     | Josip Gegić     |
| 4  | Croazia (bandiera)              | D     | Mihael Pazman   |
| 5  | Croazia (bandiera)              | C     | Ivan Čunčić     |
| 7  | Croazia (bandiera)              | C     | Nikola Rak      |
| 8  | Bosnia ed Erzegovina (bandiera) | C     | Sanid Halilović |
| 9  | Croazia (bandiera)              | A     | Zoran Zekić     |
| 10 | Croazia (bandiera)              | A     | Marko Lončar    |
| 11 | Croazia (bandiera)              | A     | Josip Fuček     |
| 12 | Croazia (bandiera)              | P     | Željko Kovačić  |
| 13 | Croazia (bandiera)              | D     | Mario Lončar    |

| N. |                                 | Ruolo | Calciatore         |
| -- | ------------------------------- | ----- | ------------------ |
| 14 | Croazia (bandiera)              | C     | Elvis Sarić        |
| 15 | Bosnia ed Erzegovina (bandiera) | D     | Emilko Janković    |
| 18 | Croazia (bandiera)              | C     | Marko Oštrić       |
| 19 | Croazia (bandiera)              | D     | Krunoslav Rendulić |
| 20 | Croazia (bandiera)              | D     | Marin Špoljarić    |
| 21 | Croazia (bandiera)              | C     | Haris Mehmedagić   |
| 22 | Croazia (bandiera)              | C     | Ante Džaja         |
| 23 | Croazia (bandiera)              | A     | Jurica Jeleč       |
| 24 | Croazia (bandiera)              | D     | Davor Rogač        |
|    | Croazia (bandiera)              | D     | Boris Lipovac      |
|    | Croazia (bandiera)              | D     | Mislav Čunčić      |
|    | Bosnia ed Erzegovina (bandiera) | D     | Sergej Jakirović   |

## Palmarès

### Altri piazzamenti
- Druga hrvatska nogometna liga:

Secondo posto: 2010-2011